# Clorură de benzalconiu
Clorura de benzalconiu (clorura de alchil-dimetil-benzilamoniu) este o sare a unui compus organic, mai exact un compus de amoniu cuaternar, fiind utilizat ca sufactant cationic, pe post de biocid. Compușii de acest tip pot conține diferite resturi alchil, cu număr par de atomi de carbon.